# گمینا کوندراتوویتسه
گمینا کوندراتوویتسه (به لهستانی:  Gmina Kondratowice) یک گمینا در لهستان است که در شهرستان ستژلین واقع شده‌است. گمینا کوندراتوویتسه ۹۸٫۱۴ کیلومتر مربع مساحت و ۴٬۶۵۶ نفر جمعیت دارد.